# Mountainbike-Eliminator-Weltmeisterschaften 2023
Bei den Mountainbike-Eliminator-Weltmeisterschaften 2023 wurden am 12. November 2023 in der indonesischen Stadt Palangkaraya die Weltmeister der Disziplin Cross-Country Eliminator ermittelt. 
Palangkaraya hatte bereits 2022 einen Lauf des UCI-Mountainbike-Eliminator-Weltcups ausgerichtet. Die Weltmeisterschaften sollten ursprünglich am 15. Oktober stattfinden, wurden aber wegen Waldbränden rund um die Stadt um vier Wochen verschoben.
Der Wettbewerb wurde vor dem Tuah-Pahoe-Stadion im Nordwesten des Stadtgebiets ausgetragen, auf einer relativ breit angelegten, geschotterten Bahn mit kurzen Anstiegen und felsigen Passagen. In der Qualifikation musste eine Runde einzeln auf Zeit absolviert werden, anhand der Reihenfolge wurde die Zuordnung zu den einzelnen Läufen ermittelt. In den Ausscheidungsrunden und Finalläufen wurde der Kurs jeweils zweimal absolviert.

## Männer
Finale
| Platz | Land | Name                  | Zeit          |
| ----- | ---- | --------------------- | ------------- |
| 1     | FRA  | Titouan Perrin-Ganier | 1:34,19 min   |
| 2     | FRA  | Lorenzo Serres        | + 4,22 s      |
| 3     | NOR  | Sondre Rokke          | + 30,97 s     |
| 4     | GER  | Simon Gegenheimer     | + 1:20,37 min |

Kleines Finale
| Platz | Land | Name                    | Zeit        |
| ----- | ---- | ----------------------- | ----------- |
| 5     | SWE  | Edvin Lindh             | 1:37,34 min |
| 6     | FRA  | Quentin Schrotzenberger | + 7,61 s    |
| 7     | INA  | Renoza Aldi Pratamai    | + 10,49 s   |
| 8     | INA  | Ihza Muhammad           | + 20,87 s   |

Datum: 12. November 2023
Insgesamt waren 48 Teilnehmer gemeldet, von denen aber nur 36 tatsächlich antreten. Über das Zeitfahren qualifizierten sich 32 von ihnen für das Achtelfinale.
Im Finale rutschte Simon Gegenheimer während der ersten Runde in Führung liegend weg. Titouan Perrin-Ganier gewann seine sechsten Weltmeistertitel vor Landsmann Lorenzo Serres, während Sondre Rokke in der zweiten Runde einen Radbruch erlitten hatte und sein Fahrrad laufend ins Ziel brachte, um sich die Bronzemedaille zu sichern.

## Frauen
Finale
| Platz | Land | Name                | Zeit        |
| ----- | ---- | ------------------- | ----------- |
| 1     | ITA  | Gaia Tormena        | 1:42,91 min |
| 2     | INA  | Dara Latifah        | + 5,80 s    |
| 3     | NED  | Annemoon van Dienst | + 7,89 s    |
| 4     | GER  | Marion Fromberger   | + 23,19 s   |

Kleines Finale
| Platz | Land | Name                 | Zeit        |
| ----- | ---- | -------------------- | ----------- |
| 5     | BRA  | Iara Caetano Leite   | 1:55,17 min |
| 6     | NED  | Didi de Vries        | + 4,73 s    |
| 7     | CYP  | Constantina Georgiou | + 5,47 s    |
| 8     | FRA  | Coline Clauzure      | + 40,46 s   |

Datum: 12. November 2023
Insgesamt waren 31 Teilnehmerinnen gemeldet, von denen 25 tatsächlich antraten. Die Zeitfahr-Qualifikation diente lediglich der Erstellung der Setzliste für das Achtelfinale.
Gaia Tormena gewann überlegen ihren vierten WM-Titel. Hinter ihr kam Dara Latifah, die im Halbfinale die ehemalige Weltmeisterin Coline Clauzure ausgeschaltet hatte, auf den zweiten Platz; dies war erste Medaille, die Indonesien jemals bei UCI-Weltmeisterschaften gewinnen konnte. Marion Fromberger war im Finale an zweiter Stelle liegend ausgerutscht und kam auf den vierten Platz hinter Annemoon van Dienst.